# Helgedomar och tempel i Nikko
Världsarvet Helgedomar och tempel i Nikko omfattar 103 byggnader och strukturer samt naturområdet omkring dessa. De ligger i Nikko i Tochigi prefektur, Japan. Byggnaderna tillhör två shintohelgedomarna (Futarasan jinja och Tōshō-gū) samt ett buddhisttempel (Rinnō-ji). Nio byggnader har status som Japans nationalskatt medan övriga 94 är klassade som Viktigt kulturobjekt. 1999 blev helgedomarna och templen ett världsarv.

## Futarasan Jinja
23 byggnadsverk som tillhör helgedomen Futarasan ingår i världsarvet. Samtliga är klassade Viktigt kulturobjekt. De är:
| Namn                                         | Anmärkning                                                                           | Ålder                 | Bild |
| -------------------------------------------- | ------------------------------------------------------------------------------------ | --------------------- | ---- |
| Honden                                       | Huvudbyggnad som hyser Futarasans tre gudomar.                                       | 1619                  |      |
| Karamon                                      | Port framför Honden.                                                                 | början av Edoperioden |      |
| Wakimon                                      | Sukibes port.                                                                        | början av Edoperioden |      |
| Sukibe                                       | Takbeklädd mur som omsluter Honden.                                                  | början av Edoperioden |      |
| Haiden                                       | Byggnad för tillbedjan.                                                              | 1645                  |      |
| Torii                                        | Torii i koppar som markerar entrén till helgedomen.                                  | 1799                  |      |
| Shinkyō                                      | Valvbro i trä.                                                                       | 1904                  |      |
| Betsugū Taki-no-o-jinja Honden               | Byggnad som hyser Tagorihime no Mikoto.                                              | 1713                  |      |
| Betsugū Taki-no-o-jinja Karamon              | Port till Betsugū Taki-no-o-jinja Honden.                                            | 1740                  |      |
| Betsugū Taki-no-o-jinja Haiden               | Byggnad för tillbedjan.                                                              | omkring 1713          |      |
| Betsugū Taki-no-o-jinja Rōmon                | Port till Betsugū Taki-no-o-jinja.                                                   | 1697                  |      |
| Betsugū Taki-no-o-jinja Torii (3 strukturer) | Stentorii på ankomsten till Betsugū Taki-no-o-jinja som markerar det heliga området. | 1696, 1779            |      |
| Betsugū Hongū-jinja Honden                   | Byggnad som hyser Ajisukitakahikone no Mikoto.                                       | 1685                  |      |
| Betsugū Hongū-jinja Karamon                  | Port framför Betsugū Hongū-jinja Honden.                                             | omkring 1685          |      |
| Betsugū Hongū-jinja Sukibe                   | Takbeklädd mur som omsluter Betsugū Hongū-jinja Honden.                              | ca 1685               |      |
| Betsugū Hongū-jinja Haiden                   | Worship hall.                                                                        | 1685                  |      |
| Betsugū Hongū-jinja Torii                    | Stentorii vid ankomsten till Betsugū Hongū-jinja som markerar det heliga området.    | 1800                  |      |
| Shin-yosha                                   | Förvaringshus för mikoshi, portabla helgedomar.                                      | 1641                  |      |
| Daikokuden                                   | Byggnad som hyser Ōkuninushi no Mikoto.                                              | 1745                  |      |
| Massha Mitomo-jinja Honden                   | Byggnad som hyser Sukunabikona no Mikoto.                                            | ca 1751–1761          |      |
| Massha Hie-jinja Honden                      | Byggnad som hyser Ōyamakui no Mikoto.                                                | omkring 1648–1651     |      |

## Tōshō-gū
42 byggnadsverk som tillhör helgedomen Tōshō-gū ingår i världsarvet. Åtta av dem ingår i Japans nationalskatt och 34 är klassade som Viktigt kulturobjekt.
| Namn                           | Anmärkningar | Ålder                  | Bild |
| ------------------------------ | --- | ---------------------- | ---- |
| Honden, Ishinoma, Haiden       | Honden: Byggnad som hyser Tokugawa Ieyasus dyrkade bild, Tōshō Daigongen. Ishinoma: Kammare som knyter samman Honden och Haiden. Haiden: Byggnad för tillbedjan.                                                            | 1636                   |      |
| Shōmen Karamon                 | Port framför Haiden. Tredje porten. | 1636                   |      |
| Haimen Karamon                 | Port bakom Honden. | 1636                   |      |
| Tōzai Sukibe                   | Takbeklädd mur som omsluter Honden, Ishinoma och Haiden. | 1636                   |      |
| Yōmeimon                       | Tvåvåningsport. Andra porten. | 1636                   |      |
| Tōzai Kairō och Kugurimon      | Takbeklädd pelargång som omsluter helgedomens byggnader. | 1636                   |      |
| Kamishamusho                   | Byggnad för Shinto-gudstjänster. | 1636                   |      |
| Kaguraden                      | Byggnad för Kaguraritualer. | början av Edoperioden  |      |
| Shin-yosha                     | Förvaringshus för mikoshi, portabla helgedomar. | 1636                   |      |
| Shōrō                          | Klocktorn | 1636                   |      |
| Korō                           | Förvaringshus för trummor. | 1636                   |      |
| Honjidō                        | Byggnad som hyser Yakushi, den helande Buddha. | 1636                   |      |
| Kyōzō                          | Förvaringshus för sutra. | 1636                   |      |
| Kamijinko                      | Förvaringshus. | början av Edoperioden  |      |
| Nakajinko                      | Förvaringshus. | början av Edoperioden  |      |
| Shimojinko                     | Förvaringshus. | början av Edoperioden  |      |
| Mizuya                         | Stenbyggnad som skyddar vattenbassäng. | 1636                   |      |
| Shinkyū                        | Stall för heliga hästar. | 1636                   |      |
| Omotemon                       | Första porten. | 1636                   |      |
| Gojūnotō                       | Fem våningar hög pagod. | 1818                   |      |
| Ishidorii                      | Stentorii på vägen till helgedomen. | 1618                   |      |
| Sakashitamon                   | Port vid ingången till Okusha. | 1636                   |      |
| Okusha Hōtō                    | Byggnad som hyser Tokugawa Ieyasus reliker. | 1683                   |      |
| Okusha Karamon                 | Port framför Hōtō. | 1650                   |      |
| Okusha Ishitamagaki            | Stenmur som omsluter Okusha. | early Edo period       |      |
| Okusha Haiden                  | Byggnad för tillbedjan. | 1636                   |      |
| Okusha Dōjinko                 | Skattkammare. | 1654                   |      |
| Okusha Torii                   | Koppartorii vid på vägen till Okusha. | ca 1683                |      |
| Okusha Sekisaku                | Stenmur längs böjan av gångvägen. | early Edo period       |      |
| Kariden Honden, Ainoma, Haiden | Honden: Byggnad som hyser den dyrkade bilden av Tokugawa Ieyasu, Tōshō Daigongen i händelse av reparationsarbeten på den primära Honden. Ainoma: byggnad som knyter ihop Honden och Haiden. Haiden: Byggnad för tillbedjan. | 1639                   |      |
| Kariden Karamon                | Port framför Kariden Honden. | början av Edoperioden  |      |
| Kariden Sukibe                 | Takbeklädd mur som omsluter Kariden Honden. | början av Edoperioden  |      |
| Kariden Wakimon                | Port till Kariden Sukibe. | början av Edoperioden  |      |
| Kariden Torii                  | Koppartorii vid entrén till Kariden Honden. | början av Edo perioden |      |
| Kariden Shōrō                  | Klocktorn. | början av Edo perioden |      |
| Otabisho Honden                | Byggnad som används under Togyosaifestivalen. | 1685                   |      |
| Otabisho Haiden                | Byggnad för tillbedjan som används under Togyosaifestivalen. | omkring 1685           |      |
| Otabisho Shinsenjo             | Byggnad där helgad mat förbereds under Togyosaifestivalen. | omkring 1685           |      |
| Kyūokusha Karamon              | Stenport till Kyūokusha. Återuppbyggd på en ny plats efter att den förstörts efter en jordbävning. | 1641                   |      |
| Kyūokusha Torii                | Torii till Kyūokusha. Återuppbyggd på en ny plats efter att den förstörts efter en jordbävning. | 1641                   |      |

## Rinnō-ji
38 byggnader som hör till Rinnō-ji-templet ingår i världsarvet. En byggnadsstruktur som omfattar Honden, Ainoma och Haiden till Taiyuins mausoleum ingår i Japans nationalskatt och 37 räknas som Viktigt kulturobjekt.
| Namn                                                           | Anmärkning | Ålder                 | Bild |
| -------------------------------------------------------------- | --- | --------------------- | ---- |
| Hon-dō (Sanbutsudō)                                            | Buddhabyggnad. | 1647                  |      |
| Sōrintō                                                        | Förrådstorn för kopparsutra. | 1643                  |      |
| Hombō Omotemon                                                 | Entréporten till Hombō. | mitten av Edoperioden |      |
| Kaizandō                                                       | Grundarens byggnad tillägnad prästen Shōdō. | omkring 1720          |      |
| Jōgyōdō                                                        | Buddhabyggnad som hyser Amida Nyorai. | 1649                  |      |
| Hokkedō                                                        | Buddhabyggnad som hyser Shaka Nyorai. | 1649                  |      |
| Jōgyōdō Hokkedō Watarirō                                       | Takbeklädd gångväg mellan Hokkedō och Watarirō. | 1649                  |      |
| Jigendō Byōdō                                                  | Byggnad som hyser prästen Tenkais reliker. | början av Edoperioden |      |
| Jigendō Haiden                                                 | Byggnad för tillbedjan av Jigendō. | 1649                  |      |
| Jigendō Kyōzō                                                  | Förvaringshus för dokument som samlats av prästen Tenkai. | början av Edoperioden |      |
| Jigendō Shōrō                                                  | Klocktorn. | början av Edoperioden |      |
| Jigendō Amidadō                                                | Buddhabyggnad som hyser Amida Nyorai. | början av Edoperioden |      |
| Kodamadō                                                       | Buddhabyggnad som hyser Kodama. | början av Edoperioden |      |
| Gohōtendō                                                      | Buddhabyggnad som hyser Bishamonten, Benzaiten och Daikokuten. | omkring 1615–1623     |      |
| Kannondō                                                       | Buddhabyggnad som hyser Kanzeon Bosatsu (Avalokiteśvara Kṣitigarbha).                                                                                              | 1685                  |      |
| Sanjūnotō                                                      | Tre våningar hög pagod. | 1685                  |      |
| Taiyuin Mausoleum (Taiyū-in Reibyō): Honden, Ainoma and Haiden | Honden: Byggnad som hyser Taiyū-in, den dyrkade bilden av Tokugawa Iemitsu. Ainoma: Kammare som knyter samman Honden och Haiden. Haiden: Byggnaden för tillbedjan. | 1653                  |      |
| Taiyū-in Reibyō Karamon                                        | Port framför Taiyū-in Reibyō. | 1653                  |      |
| Taiyū-in Reibyō Mizugaki                                       | Takbeklädd mur som omsluter Taiyū-in Reibyō Honden och andra byggnadsverk.                                                                                         | 1653                  |      |
| Taiyū-in Reibyō Wakamon                                        | Port till Taiyū-in Reibyō Mizugaki. | 1653                  |      |
| Taiyū-in Reibyō Gokūsho                                        | Byggnad som används för att förbereda helig mat. | 1653                  |      |
| Taiyū-in Reibyō Gokūsho Watarirō                               | Takbeklädd gångvägar mellan Honden och Gokūsho. | 1653                  |      |
| Taiyū-in Reibyō Yashamon                                       | Tredje porten. | 1653                  |      |
| Taiyū-in Reibyō Yashamon Sayū Kairō                            | Takbeklädda gångvägar på båda sidorna av Yashamon. | 1653                  |      |
| Taiyū-in Reibyō Shōrō                                          | Klocktorn. | 1653                  |      |
| Taiyū-in Reibyō Korō                                           | Förvaringshus för trummor. | 1653                  |      |
| Taiyū-in Reibyō Nitemmon                                       | Andra porten. | 1653                  |      |
| Taiyū-in Reibyō Saijō                                          | Toalett för ritual användning. | 1653                  |      |
| Taiyū-in Reibyō Mizuya                                         | Stenkolonnbyggnad som skyddar vattenbassäng. | 1653                  |      |
| Taiyū-in Reibyō Hōko                                           | Förvaringshus. | 1653                  |      |
| Taiyū-in Reibyō Niōmon                                         | Första porten. | 1653                  |      |
| Taiyū-in Reibyō Kōkamon                                        | Port vid ingången till Taiyū-in Reibyō Oku-in. | 1653                  |      |
| Taiyū-in Reibyō Dōzutsumi Hōzō                                 | Kopparbeklätt förvaringshus. | 1653                  |      |
| Taiyū-in Reibyō Oku-in Hōtō                                    | Byggnad som hyser Tokugawa Iemitsus reliker. | 1653                  |      |
| Taiyū-in Reibyō Oku-in Inukimon                                | Kopparport framför Hōtō. | 1653                  |      |
| Taiyū-in Reibyō Oku-in Haiden                                  | Byggnad för tillbedjan | 1653                  |      |
| Taiyū-in Reibyō Bettōsho Ryūkō-in                              | Underhållsbyggnad för Taiyū-in. | mitten av Edoperioden |      |

## Kulturlandskapet
I världsarvet ingår också de skogbeklädda bergssluttningarna där byggnaderna finns. Den dominerande skogen med kryptomeria planterades i början av 1600-talet under byggandet av Tōshō-gū. Området där byggnaderna ligger är klassad som Historisk plats. Andra delar ingår i Nikkō nationalpark.